# Comuna Recea, Maramureș
Recea (în maghiară: Lévárdfalva) este o comună în județul Maramureș, Transilvania, România, formată din satele Bozânta Mică, Lăpușel, Mocira, Recea (reședința) și Săsar.

## Demografie
Componența etnică a comunei Recea
     Români (87,83%)
     Maghiari (2,66%)
     Romi (1,1%)
     Alte etnii (8,4%)
Componența confesională a comunei Recea
     Ortodocși (77,52%)
     Greco-catolici (4,13%)
     Penticostali (3,12%)
     Reformați (2,86%)
     Romano-catolici (1,37%)
     Alte religii (1,99%)
     Necunoscută (9,02%)
Conform recensământului efectuat în 2021, populația comunei Recea se ridică la 6.642 de locuitori, în creștere față de recensământul anterior din 2011, când fuseseră înregistrați 6.000 de locuitori. Majoritatea locuitorilor sunt români (87,83%), cu minorități de maghiari (2,66%) și romi (1,1%). Din punct de vedere confesional, majoritatea locuitorilor sunt ortodocși (77,52%), cu minorități de greco-catolici (4,13%), penticostali (3,12%), reformați (2,86%) și romano-catolici (1,37%), iar pentru 9,02% nu se cunoaște apartenența confesională.

## Politică și administrație
Comuna Recea este administrată de un primar și un consiliu local compus din 15 consilieri. Primarul, Vasile-Alexandru Ardelean[*], de la Partidul Național Liberal, este în funcție din 1 noiembrie 2024. Începând cu alegerile locale din 2024, consiliul local are următoarea componență pe partide politice:
|  | Partid                          | Consilieri | Componența Consiliului | Componența Consiliului | Componența Consiliului | Componența Consiliului | Componența Consiliului | Componența Consiliului |
|  | ------------------------------- | ---------- | ---------------------- | ---------------------- | ---------------------- | ---------------------- | ---------------------- | ---------------------- |
|  | Partidul Național Liberal       | 6          |                        |                        |                        |                        |                        |                        |
|  | Partidul Social Democrat        | 6          |                        |                        |                        |                        |                        |                        |
|  | Alianța Dreapta Unită           | 1          |                        |                        |                        |                        |                        |                        |
|  | Alianța pentru Unirea Românilor | 1          |                        |                        |                        |                        |                        |                        |
|  | Forța Dreptei                   | 1          |                        |                        |                        |                        |                        |                        |